# 大溝町
大溝町（おおみぞちょう）は、滋賀県高島郡にあった町。現在の高島市の南東部、湖西線・近江高島駅の周辺にあたる。
本項では町制施行以前にあった大溝村（おおみぞむら）についても述べる。

## 地理
- 山岳：岳山
- 湖沼：琵琶湖、乙女が池
- 河川：和田打川

## 歴史
- 1889年（明治22年）4月1日 - 町村制の施行により、永田村・勝野村・音羽村の区域をもって大溝村が発足。
- 1902年（明治35年）11月1日 - 大溝村が町制施行して大溝町となる。
- 1943年（昭和18年）4月29日 - 高島村・水尾村と合併して高島町が発足。同日大溝町廃止。

## 重要文化的景観
大溝町は大溝藩の陣屋・武家屋敷・寺院・職人・商人（近江商人）が暮らした陣屋町と、琵琶湖の内湖である乙女が池に面し漁師が集まる打下集落から成り、陣屋町は水路によって町割りがなされ、湖岸の石垣は往時の姿のまま残され今も護岸として使われており、2015年に「大溝の水辺景観」の名称で文化財保護法による重要文化的景観に選定された。

## 交通

### 鉄道路線
- 江若鉄道
  - 江若鉄道線
    - 大溝駅（後の高島町駅）

現在は旧町域に湖西線の近江高島駅が所在するが、当時は未開業。

### 道路
- 西近江路（現・国道161号）

## 出身著名人
- 前田鼎 - 医学者、大溝村出身
- 上原茂次 - 政治家、大溝町出身